# Teoria Fermiego
Teoria Fermiego, to teoria oddziaływań słabych stworzona w 1932 roku przez Enrica Fermiego w celu wyjaśnienia rozpadu beta. Postulowała istnienie bozonu W przenoszącego siły i powodującego przemiany cząstek. Teoria ta naruszała symetrię względem odbić przestrzennych i z tego względu oddziaływanie słabe było zwane chiralnym: cząstki prawoskrętne oddziaływały inaczej niż lewoskrętne.
Teoria oddziaływań słabych Fermiego została połączona z elektrodynamiką kwantową w teorię oddziaływań elektrosłabych.